# Miroslav Lajčák
Miroslav Lajčák (Poprad, Checoeslovaquia, 20 de marzo de 1963) es un político y diplomático eslovaco. Fue Ministro de Asuntos Exteriores y presidente de la Asamblea General de las Naciones Unidas para la 72.ª sesión desde septiembre de 2017 hasta 2018.

## Biografía
Lajčák leyó leyes en la Universidad Comenius en Bratislava durante un año antes de obtener una maestría en relaciones internacionales del Instituto Estatal de Relaciones Internacionales en Moscú. También estudió en el Centro Europeo George C. Marshall de Estudios de Seguridad en Garmisch-Partenkirchen, Alemania.

## Carrera
Lajčák fue reclutado por el Ministerio de Relaciones Exteriores checo en 1988. Entre 1991 y 1993, fue enviado a la embajada de Moscú. Regresó a Eslovaquia para convertirse en el director del Gabinete del Ministro de Relaciones Exteriores Jozef Moravčík hasta 1994. Luego se convirtió en Embajador de Eslovaquia en Japón entre 1994 y 1998. En 2001, fue elegido como el nuevo embajador en Belgrado. representando a su país en la República Federativa de Yugoslavia, que se convertirá en Serbia y Montenegro, y Macedonia. Dejó este puesto en 2007.
Miroslav Lajčák fue nombrado Alto Representante para Bosnia y Herzegovina el 2 de julio de 2007, en sustitución de Christian Schwarz-Schilling. El 26 de enero de 2009, fue nombrado Ministro de Asuntos Exteriores en el primer gobierno del Primer Ministro socialdemócrata Robert Fico. Es reemplazado por Mikuláš Dzurinda el 8 de julio de 2010. Volvió a ser elegido para el puesto el 4 de abril de 2012, con el título de vicepresidente del gobierno, en el segundo gobierno de Fico. Fue confirmado en el tercer gobierno de Fico, esta vez sin el título de vicepresidente, el 23 de marzo de 2016. Y continuó en el cargo tras la dimisión de este y la elección de Peter Pellegrini como Primer Ministro.
El 31 de mayo de 2017, es elegido presidente de la Asamblea General de las Naciones Unidas y asume el cargo en la apertura de la 72 sesión el 12 de septiembre.
Muchas veces es erróneamente considerado miembro del partido SMER-SD, pero no lo es.